# Han Grijzenhout
Johan Grijzenhout, né le 22 décembre 1932 et mort le 18 décembre 2020 à Gand, est un ancien entraîneur néerlandais.

## Palmarès
- Champion de Belgique en 1980 (FC Bruges)
- Vainqueur de la Coupe de Belgique en 1984 (KAA La Gantoise)